# Oxyomus inaequalis
Oxyomus inaequalis är en skalbaggsart som beskrevs av Lansberge 1886. Oxyomus inaequalis ingår i släktet Oxyomus och familjen Aphodiidae. Inga underarter finns listade i Catalogue of Life.